# Ꜽ̇
Pour les articles homonymes, voir A et Y.
Cette page contient des caractères spéciaux ou non latins. S’ils s’affichent mal (▯, ?, etc.), consultez la page d’aide Unicode.
Le Ꜽ̇ (minuscule : ꜽ̇ )  est une lettre supplémentaire de l'alphabet latin. Elle est composée de lettre Ꜽ diacritée d’un point en chef.

## Représentation informatique
Le y dans l’a point en chef peut être représenté avec les caractères Unicode suivant, :
- Ꜽ̇, U+A73C U+0307 ;
- ꜽ̇, U+A73D U+0307.